# Joseph Mertens
Joseph Remi Mertens, né à Tirlemont, le 17 janvier 1921 et mort à Wezembeek-Oppem le 1er juillet 2007, est un archéologue belge, connu pour ses nombreuses fouilles en Belgique et en Italie.
Il étudie à l'Université catholique de Louvain, où il obtient en 1943 une licence en philologie classique et un diplôme d'agrégation de l'enseignement secondaire supérieur. En 1945, il obtient également un diplôme de candidat à l'Institut supérieur d'archéologie et d'histoire de l'art de l'Université catholique de Louvain. Suit, en 1946, un doctorat en philologie classique, avec une thèse sur Messine : art et histoire, synthèse archéologique et topographique. En 1948, il décroche une licence en archéologie classique, toujours à l'Université catholique de Louvain. Il étudie également durant trois ans le dessin décoratif et l'architecture à l'Institut supérieur des arts décoratifs Saint-Luc à Bruxelles.
Sa carrière d'archéologue commence à partir de 1949. Il travaille successivement comme attaché, assistant conservateur, conservateur et directeur de recherche au Service des fouilles des Musées royaux d'art et d'histoire, à Bruxelles, qui deviendra plus tard le Service national des fouilles. Au début de sa carrière, il est principalement appelé sur de nombreux chantiers de rénovation à la suite des destructions de la Seconde Guerre mondiale. Au total, Joseph Mertens effectuera des fouilles archéologiques dans environ 130 communes belges. Il a également très rapidement décelé l'importance de la photographie aérienne pour la détection de sites archéologiques,.
Le 1er octobre 1955, il est nommé maître de conférences à l'Université catholique de Louvain. En 1961, il y devient professeur extraordinaire et, en 1978, professeur ordinaire, aussi bien à la Katholieke Universiteit Leuven qu'à l'Université catholique de Louvain. Au cours de sa carrière universitaire, il a fait beaucoup de recherches topographiques à l'étranger et a aussi dirigé des fouilles en Italie (Alba Fucens et Ordona). Le 30 septembre 1986, il est admis à l'éméritat.